# Bernard Aucouturier
Bernard Aucouturier  (Tours, 8 de abril de 1934) es un pedagogo francés, creador de la práctica psicomotriz. Fue profesor y director del Centro de Educación Física Especializado de Tours, Francia. Es el fundador de la Asociación Europea de Escuelas de Práctica Psicomotriz. Por su tesis recibió el premio del Ministerio de Juventud y Deportes de Bélgica.

## Biografía
Sus padres eran educadores y practicaban la pedagogía Freinet. Después de su bachillerato en Tours, Aucouturier estudió para ser profesor de educación física. Un profesor lo marcará, el Dr. Le Boulch. Aucouturier, se interesó muy pronto por los trabajos del análisis del movimiento y de la psicomotricidad. Descubrió, entonces, a Freud, Dolto y grandes pedagogos como Montessori, Dewey, Decroly, Freinet, Makárenko y Neill.
Bernard Aucouturier comenzó a trabajar en Lyon como profesor de educación física, pero comprobó rápidamente que no le interesa esta profesión, demasiado orientada hacia el deporte. Llamado a Tours por un equipo que reeducaba niños sordos, decidió orientarse hacia los niños y niñas con dificultades. Aucouturier trabajó e investigó durante 35 años en Tours, donde creó la práctica psicomotriz a partir de la observación de niños y niñas. Su investigación fue constante y colaboró con amigos neuropsiquiatras, psicoanalistas y psicólogos que le aportaron sus visiones particulares. Su trabajo se orientó entonces hacia la terapia con niños y niñas que presentaban graves trastornos de la personalidad. 
En 1967, creó junto a Lapierre la «Sociedad Francesa de Educación y de Reeducación Psicomotriz». Paralelamente, coescribió obras con él y con Darrault, Empinet y Mendel.
Su práctica interesó en numerosos países extranjeros. En 1976, Italia abrió una escuela de formación, a la que se sumaron España, Portugal, Bélgica y Alemania. En América del Sur, psicomotricistas de Argentina, de México y de Brasil, lo llamaron a escuelas de formación donde se difundió su práctica.
En 1987 creó la Asociación Europea de Escuelas de Formación en Práctica Psicomotriz, de la cual es el presidente fundador.  
Actualmente, Bernard Aucouturier continúa sus actividades de formación en el seno de las escuelas de la ASEFOP. Su última obra, donde encontramos los fundamentos teóricos de su práctica, es «Los fantasmas de acción y la práctica psicomotriz», de la Editorial Graó (2004), aunque en el Congreso Internacional de Psicomotricidad y Neurociencia de Barcelona, abril de 2016, Bernard Aucoutier, durante su ponencia, se refirió al libro como las "fantasías" y no los fantasmas.
El 30 de enero de 2009 registra la PPA “práctica psicomotriz Aucouturier (registro número 7562556). El 26 de septiembre de 2010 se convierte en Presidente Fundador de la EIA. ((Ecole Internationale Aucouturier) en la cual desarrolla actividades como docente, profesor y formador de la PPA en Francia, Bélgica, Italia, España, Portugal, Argentina, Canadá (Quebec), México, Perú, Chile y África del Sur. La práctica psicomotriz Aucouturier puede ser ejercida solo por especialistas reconocidos por la EIA. Su presencia en España como docente de una escuela de formación EIA se realiza en la escuela internacional de práctica psicomotriz PEI EIP Bilbao.
Se destacan muchos discípulos, entre ellos, en Argentina Myrtha Chockler, directora de FUNDARI, que ha trabajado mucho en torno a la difusión de la obra de Aucouturier e en Brasil, Silvia Carné, directora y fundadora de Espaço Néctar, formadora y representante oficial de la práctica en el país.

## Práctica Psicomotriz
Distingue entre dos tipos de práctica; por un lado, la práctica psicomotriz educativa y preventiva y, por otra parte, la práctica de ayuda terapéutica.
La práctica psicomotriz educativa y  preventiva que propone Aucouturier, acompaña las actividades lúdicas de los niños. Podríamos decir que es un itinerario de maduración que favorece el paso del "placer de actuar al placer de pensar" y permite que el niño/a pueda hacer frente a sus angustias.
El psicomotricista propone una práctica psicomotriz encaminada a que el niño vaya adquiriendo autonomía y se convierta en un niño/a abierto, capaz de hacer frente a los miedos. Hablamos de un niño abierto cuando este acoge a los demás y hace demandas a las personas que lo rodean, así como que experimenta el placer de dar, de recibir, de descubrir y de saber. Podríamos definirlo como un ser que siente curiosidad por aprender, que se siente feliz manifestando sus deseos sin miedo y que se siente reconocido por sus capacidades. Es un niño que no se traumatiza ante un posible fracaso porque sabe que le ofrecerán unas condiciones adecuadas para su desarrollo.
La psicomotricidad que propone Aucouturier es la vivencia en primera persona, lo que les ayudará a conocer sus límites y posibilidades con total libertad de expresión de sus deseos. También hay que añadir que el reconocimiento de sus acciones y actitudes les dará una imagen positiva de ellos mismos que influirá positivamente a la hora de desarrollar su propia identidad a nivel social, intelectual y emocional.
Tal como sigue afirmando Aucouturier, la psicomotricidad pone en evidencia la complejidad del desarrollo del ser humano. Es así que las experiencias corporales que vive el niño cuando interacciona con el mundo, fundamentan su psiquismo desde las representaciones inconscientes más originales hasta las más conscientes. El niño logra pasar de la vivencia a la abstracción de una forma exitosa para su desarrollo. La psicomotricidad invita a comprender todo lo que expresa el niño de sí mismo por la vía motriz; invita a comprender el sentido de las conductas personales.
Desarrollar el placer de comunicar, de crear y de pensar es otra de las bases que propone el proyecto de Aucouturier. La comunicación es una necesidad absoluta, vital y una demanda constante por parte del niño/a. El cómo mirar al niño, como entender su movimiento y, sobre todo, acompañarlo en su crecimiento son bases de la pedagogía sistémica. El entorno familiar es el inicio, el lugar de partida de todas las personas, y las experiencias vividas dentro de este entorno influirán de una manera u otra en el niño y así lo exteriorizará a través del movimiento.
Hay que tener en cuenta que la comunicación no se hace solo a nivel verbal, sino que la comunicación no verbal tiene un gran peso, sobre todo en edades tan tempranas. El psicomotricista y educador debe comprender el sentido de los mensajes no verbales que emiten los niños para responder de la mejor manera posible; potenciando su desarrollo a través de los gestos, de la expresión emocional y del lenguaje verbal. El adulto debe estimular y organizar momentos en que los niños expresen sus emociones y puedan hablar de sí mismo de manera positiva. Esto favorecerá positivamente su desarrollo. Según Aucouturier (2004), el niño que es capaz de comunicarse no tiene grandes problemas afectivos, le gusta comunicarse con sus iguales y con los adultos que lo rodean; se siente reconocido y tiene su lugar. La psicomotricidad promueve esta comunicación que hay que fomentar. La comunicación verbal además, es la continuación de la vivencia, es decir, es la expresión simbólica de la separación y la pérdida del momento vivido. Si vive la acción con placer, también sentirá placer a la hora de intercambiar con el resto de compañeros sus sentimientos y emociones, a la hora de tomar la iniciativa y así comenzará a sentir empatía. La comunicación es un factor indispensable para la formación del pensamiento operatorio y desde la psicomotricidad se consigue potenciarlo activa y satisfactoriamente.
Crear es una necesidad vital para los niños/as. La creación "aísla" al niño del resto del mundo. Cuando el niño está haciendo una actividad creativa se siente fascinado, siente que existe. Siente el placer de ser él mismo y a la vez está llamando la atención de los demás para que lo miren. El juego es el principal acto de creación; el juego pone en evidencia las representaciones inconscientes. Mediante el cuerpo, los niños y niñas se mueven y se transforman con placer para hacer aparecer al otro yo que tienen dentro. Esto lo hace crecer, existir y puedor vivir mejor y con más placer la separación de la propia persona. Debemos tener en cuenta, que no todos los niños tienen el mismo grado de creatividad, y por lo tanto, aquellos que presenten más dificultades, deberán recibir la ayuda del adulto; dar un clima de seguridad afectiva en el que puedan expresarse libre y progresivamente para reconciliarse con aquellas experiencias más o menos dolorosas.
El placer de pensar va desde las representaciones más inconscientes a las más conscientes y está relacionado con el juego y los objetos. En un primer momento, el niño coge, tira, reúne, separa, elige ... y esto lo hace mientras piensa. Y es así que el pensamiento evoluciona hasta que el niño es capaz de representar una acción sin hacerla. La acción psicomotriz desarrolla las actitudes mentales, es decir, ayuda al niño a crear asociaciones de acciones en su mente para comprender mejor y llegar a controlar los hechos que viva. Pero, sienten el placer de pensar cuando aparece el saber. A todos los humanos les llega el momento de hacerse muchas preguntas y cuando surgen, comienzan a percibir la fuerza antropológica del saber. Dentro de este placer también hay que hablar de la descentración, es un cambio importante en la personalidad y en la manera de comunicarse en que el niño pasa de la acción y del afecto a otra manera de entender el mundo que le permite establecer otras relaciones con el espacio, el tiempo, los objetos, las personas, consigo mismo y con el pensamiento operatorio de la lógica. Es un proceso que requiere de un cierto tiempo y que no se produce hasta los 6-7 años. Es así que el niño sale de un sistema lleno de referencias centradas en sí mismo y en sus sentimientos para ser consciente de lo que es suyo y lo que es de su entorno. Es así que con la descentración, el niño empieza a madurar personalmente y encontrar el placer de aprender y dominar el conocimiento.
Los niños de 0 a 6 años, son seres capaces que están creando su propia identidad, se debe intervenir cuando sea necesario y ajustar la ayuda dentro de sus posibilidades, esto hará que puedan tener un desarrollo de su identidad positivo y satisfactorio.
La práctica se hace a través de una sesión tipo en la cual la disposición de los materiales en el espacio siempre es la misma para que los niños puedan adquirir una seguridad y una confianza suficientemente estable como para poder ir más allá en sus posibilidades sensoriomotrices y en su construcción simbólica.
Evidentemente hay posibilidad de excepciones y es posible introducir otros materiales según las necesidades del propio grupo.
En resumen, las ideas de Aucouturier son bastante concisas pero a la vez tienen un abanico y un margen de cambio bastante flexible que ayuda mucho a que el psicomotricista pueda aplicar su manera de hacer ayudándose de su teoría.